# Distrito de Vecsés
El distrito de Vecsés (húngaro: Vecsési járás) es un distrito húngaro perteneciente al condado de Pest. Forma parte del área metropolitana de Budapest.
En 2013 tiene 47 126 habitantes. Su capital es Vecsés.

## Municipios
El distrito tiene 3 ciudades (en negrita) y un pueblo mayor (en cursiva), que son (población a 1 de enero de 2013):
- Ecser (3624)
- Maglód (11 753)
- Üllő (11 585)
- Vecsés (20 164) – la capital